# 弗拉姆灵厄姆城堡
弗拉姆灵厄姆城堡（Framlingham Castle）是英國英格蘭薩福克郡集鎮弗拉姆灵厄姆的一座城堡建築。1148年時，在現在城堡的遺址上就有一座早期的環形諾曼建築，但在1173年的騷亂之後被毀。13世紀末期，這裡成為一座豪華的莊園。但16世紀末，城堡年久失修。1636年，城堡建築被拆除。19世紀後，城堡再次重建。在第二次世界大戰期間，城堡曾用來作為抵禦德國入侵的設施。現在弗拉姆灵厄姆城堡是一座由英格蘭遺產管理的旅遊景點，並且是英國的I級登錄建築。

## 外部連結
- English Heritage – visitor information （页面存档备份，存于）